# Allgemeiner Deutscher Nachrichtendienst
Allgemeiner Deutscher Nachrichtendienst, або ADN (українською Загальнонімецька служба новин) – інформаційне агентство колишньої НДР з головним офісом у Берліні. 
ADN засноване у 1946 році в радянській окупаційній зоні Берліна шляхом об'єднання багатьох видавництв, газет і радіостанцій. Офіційно ADN підпорядковувалось Раді міністрів НДР, хоча насправді перебувало під контролем партапарату SED -  Соціалістичної єдиної партії Німеччини. ADN займало монопольне становище в сегменті інформації понадрегіонального характеру. Саме ADN надавало чи не усім газетам, радіо- і телемовникам повідомлення, статті і фотоматеріали про події загальнодержавного і міжнародного життя. ADN здійснювало цензурування повідомлень іноземних інформагентств перед поширенням їх серед ЗМІ НДР.  1953-го ADN набуло статусу офіційного урядового інформагентства. Мало 14 регіональних і 50 закордонних відділень, співпрацювало з 60 інформаційними агентствами світу. У 1989 році в ADN працювало 1400 осіб.
У 1956 році було створено окреме агентство, що займалося фотоматеріалами і носило назву ADN-Zentralbild.  
Після об'єднання Німеччини ADN не зуміло втриматись на плаву за нових конкурентних обставин і в травні 1992 року було викуплене агентством Deutsche Depeschendienst (ddp). 
ADN-Zentralbild було продане інформагентству Deutsche Presse-Agentur (dpa) ще раніше - у 1991-му. Цінний в історичному плані фотоархів ADN-Zentralbild був переданий Федеральному архіву в Кобленці.